# Motoristična oprema
Za izboljšanje varnosti na motociklu so mnoge države odredile nošenje osebne varovalne opreme, kot so zaščitne obleke in čelade. Zaščitna oblačila lahko vključujejo nekatere vrste jaken, rokavic, škornjev, in hlač. Jakne motoristov so običajno izdelane iz usnja ali specializiranih umetnih tkanin, kot so Cordura ali kevlar. Te jakne običajno vključujejo močno oblazinjenje komolcev, hrbtenice in ramen. Rokavice so običajno izdelane iz usnja ali kevlarja in nekatere vključujejo zaščito karbonskih vlaken na členkih. Škornji, še posebej tisti za športno vožnjo, vključujejo učvrščevanje in plastične pokrove na področjih, gležnja in prstov. Hlače so običajno usnjene, iz cordura ali kevlarja. Razen čelade, nobenega od teh elementov ne zajteva zakon, v kateri koli državi v ZDA, ali v katerem koli delu v Veliki Britaniji, vendar jih mnogi od tistih, ki se vozijo, priporočajo.
"Off road" vozniki nosijo vrsto plastičnih ščitnikov za zaščito pred poškodbami od padca, udarcev drugih kolesarjev in koles, razbitin ki se odbijajo iz zadnjega kolesa vodilnih koles, in pri trku tirnih ovir, ki varujejo javnost. Ti ščitniki ščitijo sprednji in zadnji del telesa ter ude pred zlomom in izpahom. Čeprav so dokaj učinkoviti, seveda niso povsem učinkoviti. Mnogi kolesarji nosijo "roost ščitnike", izdelane posebej za zaščito pred bolečimi deli iz drugih koles, vendar so neuporabni v primeru padca ali trčenja.

## Oblačila

### Usnjena oblačila
Usnjena oblačila  so lahko enodelna (kombinezoni) ali dvodelna (jakna in hlače), ki jih motoristi nosijo predvsem za zaščito v primeru trka. Uporabno usnje ni modno usnje, ampak zaščitnio usnje, ki je debelejše in močnejše, in je le zmerno prilagodljivo. Danes postaja priljubljeno usnje kenguruja zaradi svoje prožnosti, majhne teže in vzdržljivosti v primerjavi z govejo kožo.
Usnjena oblačila so prva oblačila motoristov, ki so preizkušena in potrjena na Cambridge standardu, predhodniku evropskega standarda EN 13595-1: 2002.

### Ščitniki
Mnoge sodobne usnjene jakne in hlače, že imajo vgrajene ščitnike na notranji strani v predelih večje možnosti udarca, kot so rame, kolena, kolki, komolci in hrbet. Evropski standardi za te ščitnike so EN 1621-1: 2007 in EN 1621-2: 2003. Energetski absorberji (ščitniki) - (ki so izdelani iz visoko gostototne pene, penastih trdih polimerov, ogljikovih vlaken, titana in drugih materialov) - so namenjeni za preprečitev ali zmanjšanje poškodbe, z razširjanjem in zaviralnim učinkom glede obremenitev na uporabnika. V Evropi, z zakonom, mora imeti oklep oznako CE. Obstajajo tudi jopiči, ki uporabljajo sistem zračne blazine (airbag), ki se sproži v primeru nesreče za zaščito voznikovega vratu, trupa in spodnjega dela hrbta.

### Textilna oblačila
Alternativa usnju je obleka izdelana iz umetnih tkanin. To lahko ponudi izboljšano vremensko zaščito pred toploto, mrazom in vodo ter povečana uporabnost teh oblačil se po navadi zagotovi v obliki žepov in odprtin. Pogosti materiali vključujejo visoko gostoto (600-1000 Denier), balističnega najlona (npr. Cordura) in kevlarja, ali mešanice kevlarja, Cordura in Lycra in pogosto vključujejo nepremočljive obloge, izdelane iz materialov, kot je Gore-Tex ®. V obeh ne-zaščitnih oblačilih in oblačilih z oznako CE (izpolnjuje evropske standarde)   lahko lokalizirano zaščito zagotovimo z oklepom in sistemov varnostnih blazin.
Vsa tekstilna oblačila niso iz sintetičnih materialov. Težki povoskani bombaž je bil uporabljen mnogo let pred razvojem sodobnih materialov. Tekstilne jakne in hlače so testirane in odobrene  z CE po evropskem standardu EN 13595-1.

### Škornji/čevlji
Čevlje oz. škornje nosijo motoristi in potniki za preprečitev ali zmanjšanje škode na svojih nogah in gležnjih med vožnjo in v primeru nesreče. Oblikovani so s takšnimi materiali in gradnjo šivov, da so odporni na udarce, odrgnine, zareze in trganje. Vzdržljivi, močni, zmerno prilagodljivi čevlji s trdimi podplati zagotavljajo zaščito voznikov pred številnimi tveganji. Čevlji odporni na olje in maščobo, sestavljeni na osnovi gume, dajejo podplatim oprijem na pločniku in pomagajo ohraniti voznikove noge na stopalkah. Čevlji imajo lahko tudi energetsko absorberje (ščite) znotraj in zunaj vsakega gležnja. Za škornje velja, Evropski standard EN 13634: 2002.

### Motoristična čelada
Primarni cilj motoristične čelade je zaščititi glavo voznika ob udarcu, čeprav mnoge čelade zagotavlja tudi dodatno zaščito za obraz. V mnogih državah je nošenje motoristične čelade obvezno.
Čelade so izdelane iz dveh glavnih plasti: trdne in energetsko absorbirane. Trda lupina(zunanja plast) ščiti ob udarcu večjo površino, medtem ko deformacija podlage (pogosto iz polistirena) absorbira energijo da se zamnjša moč udarca v lobanjo in možgane.
Obstajajo tri glavne oblike čelad: preklopna čelada, integralna čelada in pa odprta oz. jet čelada. Odprta čelada bo zaščitila vse razen obraza. Integralna čelada zaščiti lobanjo, zagotavlja zaščito spodnje čeljusti kot tudi obraza. Integralne čelade ponujajo veliko več zaščite kot odprte čelade. 
Številni proizvajalci so uvedle preklopne čelade, ki združuje polno zaščito in lahkotno komuniciranje ter obliko odprte čelade.
Študije so nenehno dokazovale, da nošenje čelade:
•	Zmanjša poškodbe in poveča možnost, da voznik motorja preživi trk
•	Ne prispeva k poškodbi vratu
•	Ne poslabša vida ali sluha
Kot pri drugi zaščitni opremi, živopisane čelade izboljšajo uporabnikovo vidnost.

### Rokavice
Motoristične rokavice so običajno rokavice iz usnja. Imajo lahko ščite za zaščito zapestja motorista pred poškodbami, in pomagajo zmanjšati prepih med vožnjo v hladnejših podnebjih. Motoristične rokavice so običajno ojačane na dlaneh in členkih za zaščito motoristove roke pred odrgninami in poškodbami v primeru nesreče. Še enkrat, če proizvajalec trdi,  da so rokavice zaščitne, potem morajo imeti oznako CE. Evropski standard EN 13594: 2002 je na voljo za ta namen.